# سایخان‌دولان
شهرستان سایخان‌دولان (به زبان مغولی: Сайхандулаан сум، [Sajxandulaan sum]؛ ᠰᠠᠶᠢᠬᠠᠨ ᠳᠤᠯᠠᠭᠠᠨ ᠰᠤᠮᠤ، [sayiqan dulaɣan sumu]) یک شهرستان (سُوم) در مغولستان است که در استان دورنوغوبی واقع شده‌است. سایخان‌دولان ۹٬۵۵۸٫۳۴ کیلومتر مربع مساحت دارد.

## تقسیمات اداری
شهرستان سایخان‌دولان متشکل از ۴ قصبه (باغ) می‌باشد، شامل:
- اولان‌شوروت (مغولی: Улаан шороот баг، [Ulaan šoroot bag]؛ ᠤᠯᠠᠭᠠᠨ ᠰᠢᠷᠤᠶᠢᠲᠤ ᠪᠠᠭ، [ulaɣan širuyitu baɣ])
- اولجیت (مغولی: Өлзийт баг، [Ölzijt bag]؛ ᠥᠯᠵᠡᠶᠢᠲᠦ ᠪᠠᠭ، [öljeyitü baɣ])
- جارغالانت (مغولی: Жаргалант баг، [Žargalant bag]؛ ᠵᠢᠷᠭᠠᠯᠠᠩᠲᠤ ᠪᠠᠭ، [jirɣalaŋtu baɣ])
- چوخیو (مغولی: Цохио баг، [Coxio bag]؛ ᠴᠣᠬᠢᠶ᠎ᠠ ᠪᠠᠭ، [čoqiy-a baɣ])